# Homes Under the Hammer
Homes Under the Hammer er et britisk fjernsynsprogram om renovering og auktion, der oprindeligt blev sendt på BBC One som en del af BBC's morgenprogrammer. Serien har været sendt siden maj 2003. For øjeblikket er værterne Martin Roberts (2003–), Dion Dublin (2015–) og Martel Maxwell (2017–). Lucy Alexander, seriens oprindelige vært, forlod Homes Under the Hammer i 2016, men episoder med Alexander er blevet sendt med mellemrum helt frem til 2018. Serien er BBC's mest succesfulde show, der bliver sendt kl 10, og det har ofte 30 % af seerne med nye episoder, hvilket svarer til omkring 1,5 millioner seere per episode.

## Værter
Værterne fra den første sæson i 2003 var Lucy Alexander og Martin Roberts, og gæsteværterne Jasmine Birtles og Marc Woodward præsenterede en håndfuld episoder i den tredje sæson, da de faste værter havde andre forpligtelser. Den pensionerede fodboldspiller Dion Dublin blev den tredje vært sammen med de to oprindelige i 2015 begyndende på sæson 19.
Den 1. juli 2016 annoncerede BBC at Alexander stoppede som vært på Homes Under the Hammer, selvom hun senere uddybede, at hun fortsat ville optrædte i serien "i et par år fremover", som følge af måden sæsonerne bliver filmet og sendt på. Den. 30 marts 2017 blev Martel Maxwell fra BBC Scotland afsløret som den nye vært.